# Gletsjergors
De gletsjergors (Idiopsar speculifer synoniem: Diuca speculifera) is een zangvogel uit de familie Thraupidae (tangaren).

## Verspreiding en leefgebied
Deze soort telt 2 ondersoorten:
- I. s. magnirostris: centraal Peru.
- I. s. speculifer: zuidelijk Peru, noordelijk Chili, westelijk Bolivia en noordwestelijk Argentinië.